# Стшижувский повет
Стшижувский повет (пол. Powiat strzyżowski) — повет (район) в Польше, входит как административная единица в Подкарпатское воеводство. Занимает площадь 503,36 км². Население — 61 831 человек (на 30 июня 2015 года).

## Административное деление
- города: Стшижув
- городско-сельские гмины: Гмина Стшижув
- сельские гмины: Гмина Чудец, Гмина Фрыштак, Гмина Небылец, Гмина Виснёва

## Демография
Население повета дано на 30 июня 2015 года.
| Перепись            | Всего  | Мужчины | Женщины |
| ------------------- | ------ | ------- | ------- |
| Всего               | 61 831 | 30 628  | 31 203  |
| Городское население | 8947   | 4339    | 4608    |
| Сельское население  | 52 884 | 26 289  | 26 595  |